# Hectors Reise oder die Suche nach dem Glück (Film)
Hectors Reise oder die Suche nach dem Glück (Originaltitel: Hector and the Search for Happiness) ist eine deutsch-britisch-kanadische Drama-Komödie des Regisseurs Peter Chelsom aus dem Jahr 2014, der zusammen mit Tinker Lindsay und Maria von Heland auch das Drehbuch verfasste. Der Film basiert auf dem gleichnamigen Roman des französischen Schriftstellers François Lelord aus dem Jahr 2002. Die Hauptrollen spielen Simon Pegg und Rosamund Pike. Der Film beschreibt die Reise des Psychiaters Hector auf der Suche nach dem Geheimnis des Glücklichseins.

## Handlung
Hector hat alles im Leben – er ist erfolgreicher Psychiater, hat ein gemütliches Zuhause und eine schöne, liebevolle, ihn rundum versorgende Freundin namens Clara. Aber er ist zunehmend frustriert, weil er seinen Patienten nicht mit echtem Glück helfen und dieses nicht einmal definieren kann. So begibt er sich auf eine Studienreise auf der Suche nach dem Geheimnis des Glücklichseins. Sie beginnt in Shanghai, wo er von einem Geschäftsmann in einen exklusiven Nachtclub eingeladen wird. Über ein abgelegenes chinesisches Kloster in den Bergen reist Hector weiter nach Afrika, wo er seinen alten Studienfreund Michael besucht. Dabei macht er auch die Bekanntschaft des Drogenbarons Diego Baresco, wird entführt, aber dank eines von Diego geborgten und mit dessen Namensgravur versehenen Stifts wieder freigelassen.
Am Ende führt ihn die Reise zu seiner alten Studienliebe Agnes nach Los Angeles. Auf dem Flug dorthin hilft er einer Frau mit einem frisch operierten Hirntumor, die noch ein letztes Mal ihre Schwester besuchen will. Er trifft Agnes am Strand, die mittlerweile verheiratet und zweifache Mutter ist (ein drittes Kind ist gerade unterwegs). Ein Telefonat mit Clara endet im Streit. Agnes arrangiert ein Treffen mit Professor Coreman, der ein neues Verfahren zur Visualisierung von Gemütszuständen im menschlichen Gehirn entwickelt hat. Er testet dieses erst an Agnes und dann an Hector. Hectors Emotionen sind jedoch blockiert und erst ein Anruf von einer versöhnungsbereiten Clara öffnet ihn für seine Emotionen. Professor Coreman erkennt, dass wahres Glück nicht nur ein Gefühl ist, sondern alle Gefühle zusammen. Hectors Reise ist damit zu Ende und er eilt nach Hause, um seine Clara zu heiraten.
Parallel zur Handlung werden während des Filmes Hektors Tagebucheinträge eingeblendet:
1. Vergleiche anstellen kann einem das Glück vermiesen.
2. Viele Menschen denken, dass Glück bedeutet, immer reicher und mächtiger zu sein.
3. Viele Menschen sehen ihr Glück nur in der Zukunft.
4. Es wäre ein Glück, zwei Frauen gleichzeitig lieben zu können. (wird später von Hektor durchgestrichen)
5. Manchmal bedeutet Glück, etwas nicht zu begreifen.
6. Unglück vermeiden… ist nicht der Weg zum Glück.
7. Fühlen Sie sich bei dieser Person überwiegend A) gut oder B) schlecht?
8. Glück ist seine Bestimmung zu finden.
9. Glück ist, wenn man dafür geliebt wird, wie man ist.
10. Süßkartoffeleintopf!
11. Angst verhindert Glücklichsein.
12. Glück ist, wenn man sich rundum lebendig fühlt.
13. Glück ist, zu wissen, wie man richtig feiert.
14. Zuhören heißt lieben.
15. Nostalgie ist auch nicht mehr das, was sie mal war.

## Hintergrund
Simon Pegg wurde am 19. Mai 2012 für die Titelrolle Hector gecastet. Rosamund Pike und Christopher Plummer kamen am 6. September hinzu und übernahmen die Rollen von Clara und Professor Coreman. Die Rolle des Geschäftsmanns Edward übernahm dann am 1. November 2012 Stellan Skarsgård.
Auch Veronica Ferres übernahm in dem Film eine kleine Rolle als Hellseherin, die ihre Fähigkeiten verloren hat. Die Filmproduktion startete im Januar 2013, noch bevor Toni Collette (Agnes) und Jean Reno (Diego Baresco) am 2. April 2013 dazustießen.
Die Produktionskosten beliefen sich auf 9 Millionen britische Pfund (~15 Millionen US-Dollar).

## Kritik
Der Film erhielt international eine eher mittlere Bewertung. Auf dem Bewertungsportal „Rotten Tomatoes“ wurde er mit durchschnittlich 4,6 von 10 bewertet (basierend auf 83 Rezensionen).
In Deutschland war die Kritik ebenfalls eher gemischt. So vergab die Filmstarts-Redaktion 3 von 5 Sternen, schrieb aber: „selbst wenn nun auch Simon Pegg […] immer mal wieder mit lokalen Klischees […] in Berührung kommt, so hat der französische […] Schriftsteller François Lelord seinen zugrundeliegenden Bestseller doch mit so vielen Momenten ‚wahren Lebens‘ gewürzt, dass man als Zuschauer inmitten der von Hector in sein Tagebüchlein gedoodelten So-wird-man-glücklich-Kalendersprüche tatsächlich immer wieder ins Grübeln gerät.“
Auf der Filmwebseite moviepilot.de erhielt der Film von Kritikern eine Wertung von 6,1/10 und von den Lesern 6,9/10.
Die Deutsche Film- und Medienbewertung (FBW) vergab das Prädikat besonders wertvoll. In der Jury-Begründung heißt es u. a.: Auch wenn sie manchmal an Kalendersprüche erinnern, gewinnt der Film doch in vielen Momenten an Tiefe, regt zum Nachdenken an. Die Weltreise Hectors erhält durch Kamera und Schnitt ein sehr gutes Tempo, die Menschen, die ihm begegnen, machen das Thema glaubwürdig und seine eigene Entwicklung nachvollziehbar. Regie und Darsteller lassen ihre Freude am Film erkennen und geben ihm Farbe. Der Film unterhält sein Publikum mit Niveau und kann mit Sicherheit auch selbst glücklich machen.